# Brigitte (personaggio)
Brigitte, coniugata Parker, è uno degli antagonisti principali della serie televisiva statunitense Jarod il camaleonte (The Pretender in originale), interpretata da Pamela Gidley. Brigitte è un membro del Centro e inizialmente è la spalla di Mr. Lyle. Anche lei inizia ad inseguire il protagonista Jarod, entrando in competizione con Miss Parker.

## Personaggio

### Aspetto
La caratterizzazione fisica di Brigitte è essenzialmente la medesima di Miss Parker: affascinante, sofisticata, contraddistinta da una grande bellezza, alta, snella, atletica e voluttuosa spicca immediatamente per la sua prestanza. Tuttavia diversamente dalla rivale Brigitte è caratterizzata da un sorrisetto compiaciuto perennemente stampato sulle labbra. Inizialmente ha i capelli biondi/platino corti a caschetto successivamente se li dipingerà di nero.
Indossa abiti molto eleganti e costosi, solitamente di pelle. Ad ogni sua apparizione la vediamo sempre leccare il suo lecca lecca alla fragola.

### Personalità
Brigitte è in un certo senso l'antitesi di Miss Parker. Infatti dimostra una personalità completamente differente dalla rivale: è fredda, cinica, inaffidabile, doppiogiochista, egoista, incompassionevole, attaccabrighe, estroversa ed esuberante. Brigitte è fortemente sarcastica ed infantile; questo lo si può riscontrare dai suoi battibecchi con alcuni personaggi e da come si diverte ad interpretare il ruolo della matrigna di Miss Parker e Mr. Lyle. Dimostra spesso di essere arrogante ed eccessivamente sicura di sé, ma al contempo estremamente disinibita; completamente priva di empatia, spesso sembra quasi amorale per la poca importanza che dà ai sentimenti altrui o all'etica.
Brigitte ha avuto una relazione con Mr. Lyle quando i due lavoravano insieme e successivamente con Mr. Parker, con cui si sposerà ed avrà un figlio. La relazione tra i due si concluderà con la morte della stessa Brigitte e in questa occasione Mr. Parker affermerà di non aver mai amato la donna, ma di averla sposata solo per avere un figlio.
All'inizio della seconda stagione Brigitte ha un accento inglese. Si scoprirà successivamente che Brigitte fingeva il suo accento. Prima della sua relazione con Mr. Parker, Brigitte ha avuto una breve relazione con Mr. Lyle.

## Biografia del personaggio

### Nella serie
Brigitte è la collaboratrice di Mr. Lyle e appare contemporaneamente a quest'ultimo nel primo episodio della seconda stagione. Entra ben presto in conflitto con Miss Parker soprattutto quando quest'ultima scopre che Brigitte ha intenzione di prendere il comando sulla missione di cattura di Jarod. Quando Lyle verrà escluso dal Centro, Brigitte diventerà la spalla del Signor Raines.
Successivamente tenterà di uccidere Mr. Parker sabotanto l'elicottero, ma verrà ostacolata da Miss Parker. Dopo questo evento tenta di riconquistare la fiducia del Centro cercando di convincere gli altri membri della struttura che Miss Parker, Sidney e Broots sono in combutta con Jarod.
Nella terza stagione Brigitte inizia anche ad avere una relazione con Mr. Parker, con cui si sposerà e dalla quale avrà un figlio. Tuttavia il figlio potrebbe essere anche di Lyle, secondo riferisce Broots che ha assistito a degli atteggiamenti ambigui tra Brigitte e Lyle. Brigitte morirà durante il parto dopo aver rivelato a Miss Parker di essere lei la responsabile della morte di Thomas, il cui omicidio gli venne commissionato dal Centro.

## Abilità
Brigitte è un'esperta in svariate tecniche di spionaggio ed è in grado di utilizzare qualsiasi tipo di arma da fuoco, dimostrando una mira praticamente infallibile. 